# Памятник Мирзе Алекперу Сабиру
Памятник Мирза Алекпер Сабиру установлен в Баку на улице Истиглалият в 1958 году в сквере близ здания «Исмаилия». Скульптор — Д. Гарягды, архитекторы — Э. Исмаилов и Г. Ализаде.

## История

Памятник М. А. Сабира в Баку (1922 −1958).

Памятник установлен в память об азербайджанском поэте Мирза Алекпер Сабире. Первый памятник был установлен в связи с 10-летием со дня смерти поэта, в 1922 году, выполненный скульптором Яковом Кейлихесом и архитектором Я. Сырыщевым. Высота пьедестала железобетонной скульптуры равнялась 3,75 метра, а сама фигура поэта была во весь рост. Пьедестал был решён с использованием форм национального зодчества в виде четырехугольного основания, обработанного сталактитами с нишами. Это был первый скульптурный памятник, установленный в Баку.
Спустя время, в связи с тем, что памятник имел множество художественных недостатков, было принято решение заменить монумент на новый и 30 апреля 1958 года прошло торжественное открытие нового памятника Мирза Алекпер Сабиру на месте прежнего. Новый бронзовый памятник, выполненный скульптором Джалалом Гарягды и архитекторами Энвер Исмаиловым и Г. Ализаде, был установлен на постаменте из тёмного полированного гранита — лабрадора. На фронтоне золотыми буквами была высечена надпись: «Мирза Алекпер Сабир Таирзаде. 1862—1911 гг.» Сегодня на постаменте установлена бронзовая табличка с тем же мемориальным текстом выпуклым шрифтом на азербайджанском языке латинской графикой. Старый же памятник был установлен в Балаханы, в садике имени поэта, перед зданием бывшей школы, где он работал учителем.